# Aphrodite von Syrakus

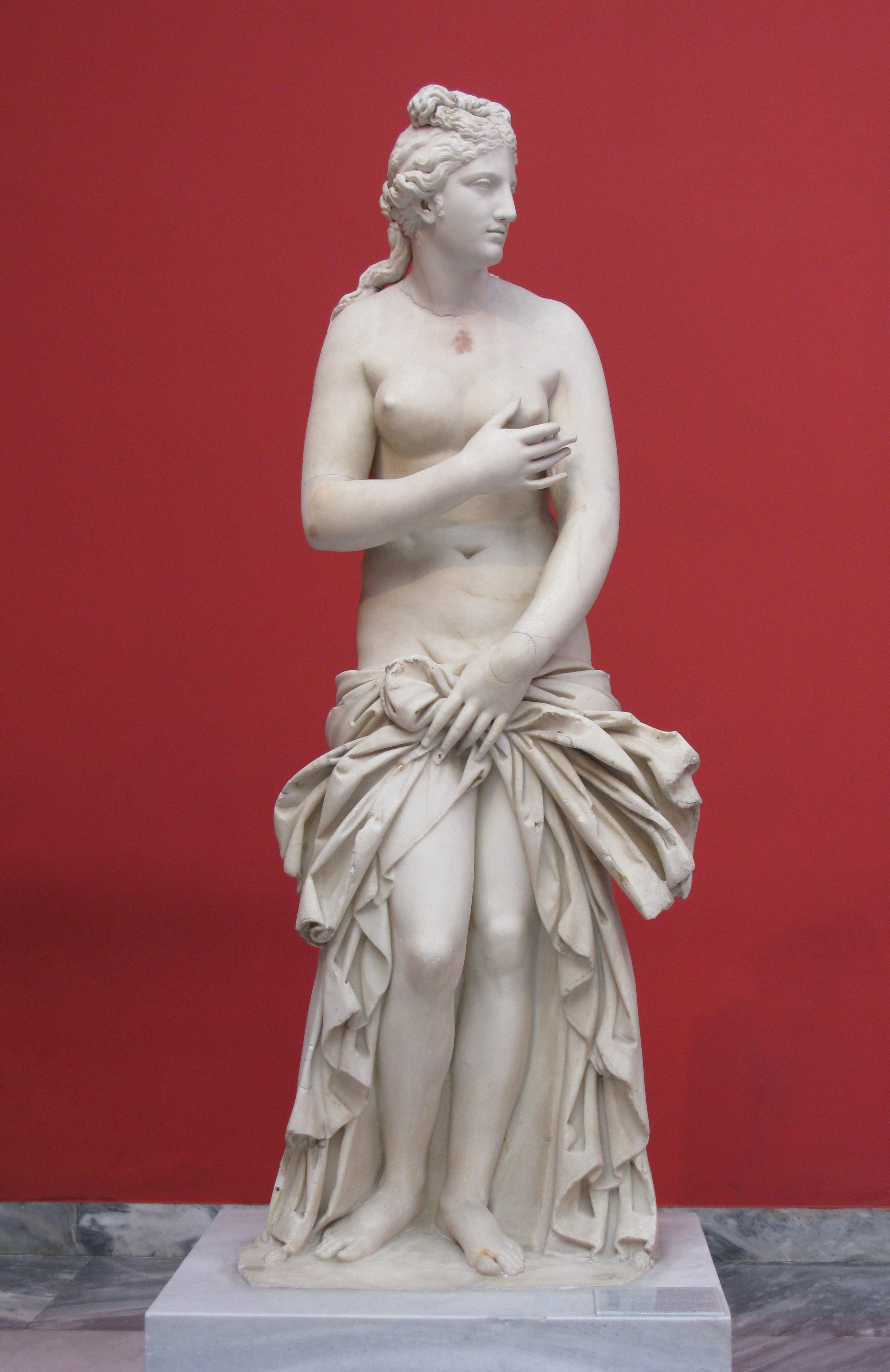
Frontalansicht

Die Statue der Aphrodite von Syrakus im Archäologischen Nationalmuseum Athen (NAMA) mit der Inventarnummer 3524 wird ins 2. Jahrhundert datiert.
Die Statue wurde in unteritalischen Baiae gefunden und kam wegen der Verbindung nach Süditalien zu ihrem Namen. Sie wurde aus Parischem Marmor gefertigt und hat eine Höhe von 1,80 m. Die Statue gehörte zunächst zur Sammlung von Lord Hope und wurde später von Michael Embeirikos erworben, der sie 1924 dem Archäologischen Nationalmuseum in Athen schenkte.
Die Statue wurde vom Bildhauer Antonio Canova ergänzt, ursprünglich fehlten Kopf, Hals und der rechte Arm. Aphrodite wird weitestgehend nackt gezeigt, nur ein Himation ist um ihr Hinterteil geschlungen und wird vor ihrer Scham mit der linken Hand zusammengehalten. Der Rest des Gewandes fällt hinten und seitlich bis zum Boden. Das in breiter Front herabfallende Kleidungsstück erfüllt somit auch die Funktion der Statuenstütze. Die Füße stehen beide fest auf der Plinthe, dennoch ist das linke Bein als Stand-, das rechte Bein als Spielbein auszumachen. Mit der rechten Hand versucht die Göttin ihre linke Brust zu bedecken. Der Kopf ist nach links gedreht. Damit entspricht die Statue dem Typus der Venus pudica, der auf eine Statue des schon zu Lebzeiten berühmten Bildhauers Praxiteles (Knidische Aphrodite) zurückgeht. Die Statue ist eine römische Kopie eines griechischen Originals und wird in das 2. Jahrhundert datiert.